# Roltong (fluit)

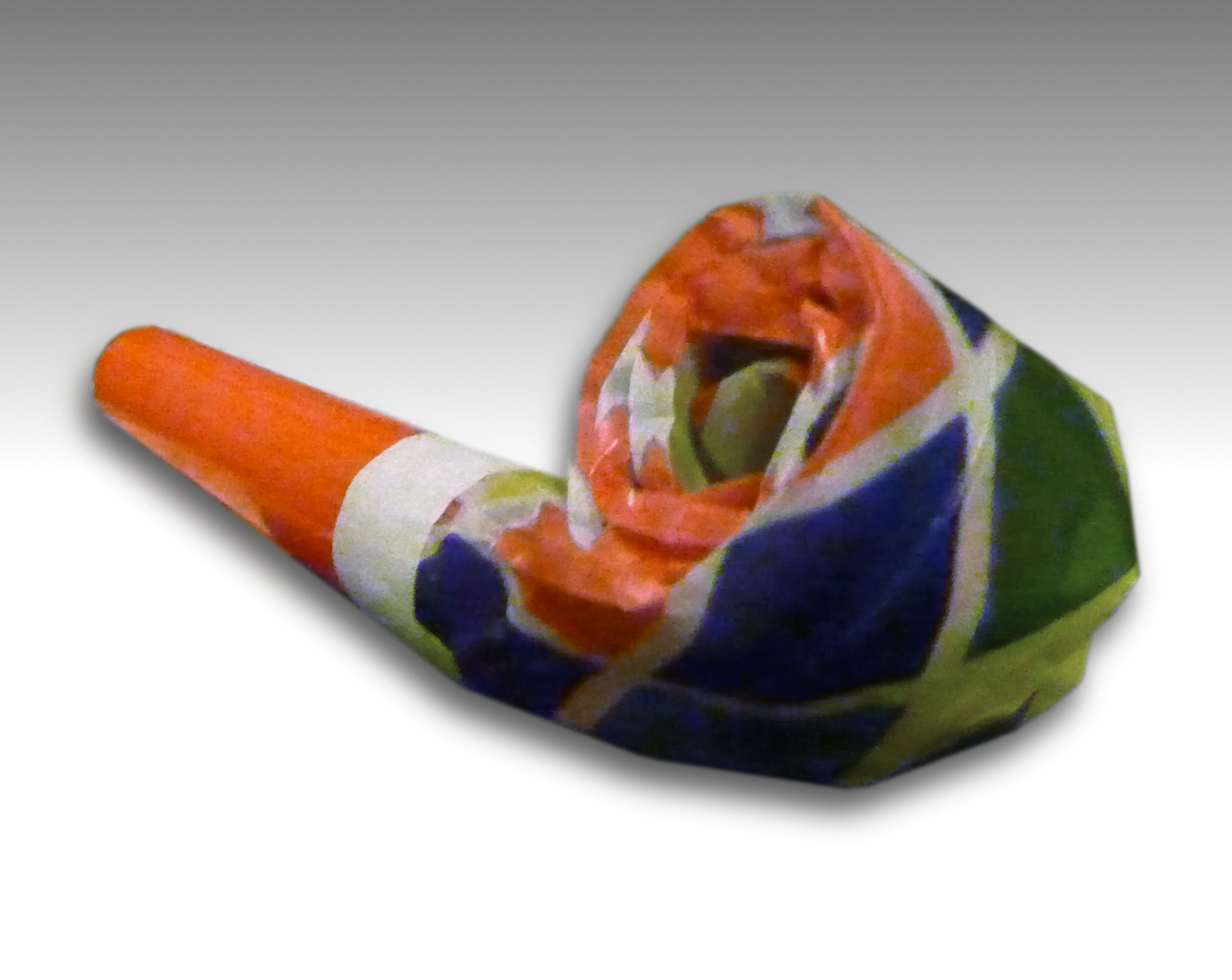
Een roltong in ingerolde vorm

Een roltong, ook wel rolfluit genoemd, is een feestartikel dat bestaat uit een fluitje met daaraan een opgerold gedeelte. Het opgerolde gedeelte ontrolt zich als er in het fluitje geblazen wordt. Omdat er in dat gedeelte een veer zit, rolt de fluit zich ook weer in zodra met blazen gestopt wordt. Bij het blazen lijkt het net alsof de persoon een lange tong maakt.
De fluit zelf is meestal gemaakt van plastic, het uitrollende gedeelte van papier, maar ook wel van glanzend folie. De fluit is meestal een conventionele fluit, maar wordt ook wel uitgevoerd als een mirliton, een fluit met een trillend membraan. De veer kan gemaakt zijn van metaal of kunststof. Het is ook mogelijk een roltong te maken zonder veer, omdat stijf opgerold papier na een paar uur wachten vanzelf weer terugrolt.

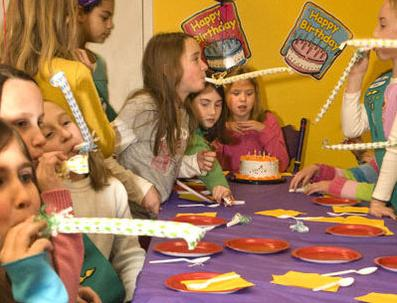
Kinderen blazen op een roltong

Roltongen kunnen zijn voorzien van allerlei decoraties, passend bij het doel. Er zijn roltongen met decoraties voor kinderfeestjes of voor feesten voor volwassenen. Roltongen zijn goedkoop en hebben geen lange levensduur. Ze kunnen daarom gezien worden als een wegwerpartikel.

## Wetenswaardigheden
- Voetbaltrainer Barry Hughes kreeg in een wedstrijd van Haarlem tegen AZ '67 in 1978[5] de lachers op zijn hand toen hij met een rolfluit naar de Duitse trainer Georg Kessler floot.[6]
- Het Guinness Book of Records vermeldt dat op 21 november 2009 een recordaantal mensen, namelijk 6961, tegelijk op roltongen bliezen. Dit record werd gevestigd door de fanclub van Nana Mizuki in Tokio.[7]